# Давина Виндзор
Леди Давина Елизавета Алиса Бенедикта Виндзор (англ. Davina Elizabeth Alice Benedikte Windsor; родилась 19 ноября 1977, Лондон, Великобритания) — член британского королевского дома, двоюродная племянница королевы Елизаветы II. Дочь принца Ричарда, герцога Глостерского, в 2004—2018 годах жена Гэри Льюиса.

## Биография
Давина Виндзор родилась в 1977 году и стала старшей дочерью и вторым ребёнком принца Ричарда, герцога Глостерского, и его жены Биргитты ван Дёрс. По прямой мужской линии она является правнучкой короля Георга V и принадлежит к старшей ветви рода Виндзоров, потомков королевы Виктории. На 2025 год леди Давина является 36-й в порядке британского престолонаследия.
Родилась леди Давина в госпитале Святой Марии в Лондоне. Её крестили 19 февраля 1978 года в приходской церкви Барнуэлла. Дочь герцога Глостерского росла в Кенсингтонском дворце, окончила Кенсингтонскую подготовительную школу, школу святого Георгия в Аскоте и университет Западной Англии, где изучала мир медиа.
Являясь всего лишь правнучкой короля, леди Давина не выполняет обязанности, связанные с её принадлежностью к династии. Однако она посещает все семейные мероприятия. В частности, в СМИ отметили её присутствие на свадьбе принца Уильяма в 2011 году.

## Брак и дети
В 2004 году Давина стала женой Гэри Кристи Льюиса — новозеландского бизнесмена маорийского происхождения. Отношения супругов начались за четыре года до брака и долго держались в тайне; когда о подготовке к свадьбе стало известно, британские СМИ обратили внимание в первую очередь на то, что избранником королевской племянницы стал маори и любитель серфинга. Елизавета II заранее одобрила замужество Давины в соответствии с законом о королевских браках 1772 года. Венчание состоялось в часовне в Кенсингтонском дворце, из Виндзоров на него пришли только родители невесты, её брат Александр и сестра Роуз.
У пары родились двое детей: Сенна (22 июня 2010) и Тэйн (25 мая 2012 года).
В 2018 году Давина развелась с мужем.